# EVO 6
Der EVO 6 (bis 2020: DR 6) ist ein Kompakt-SUV des italienischen Automobilherstellers DR Automobiles.

## 1. Generation (2017–2021)

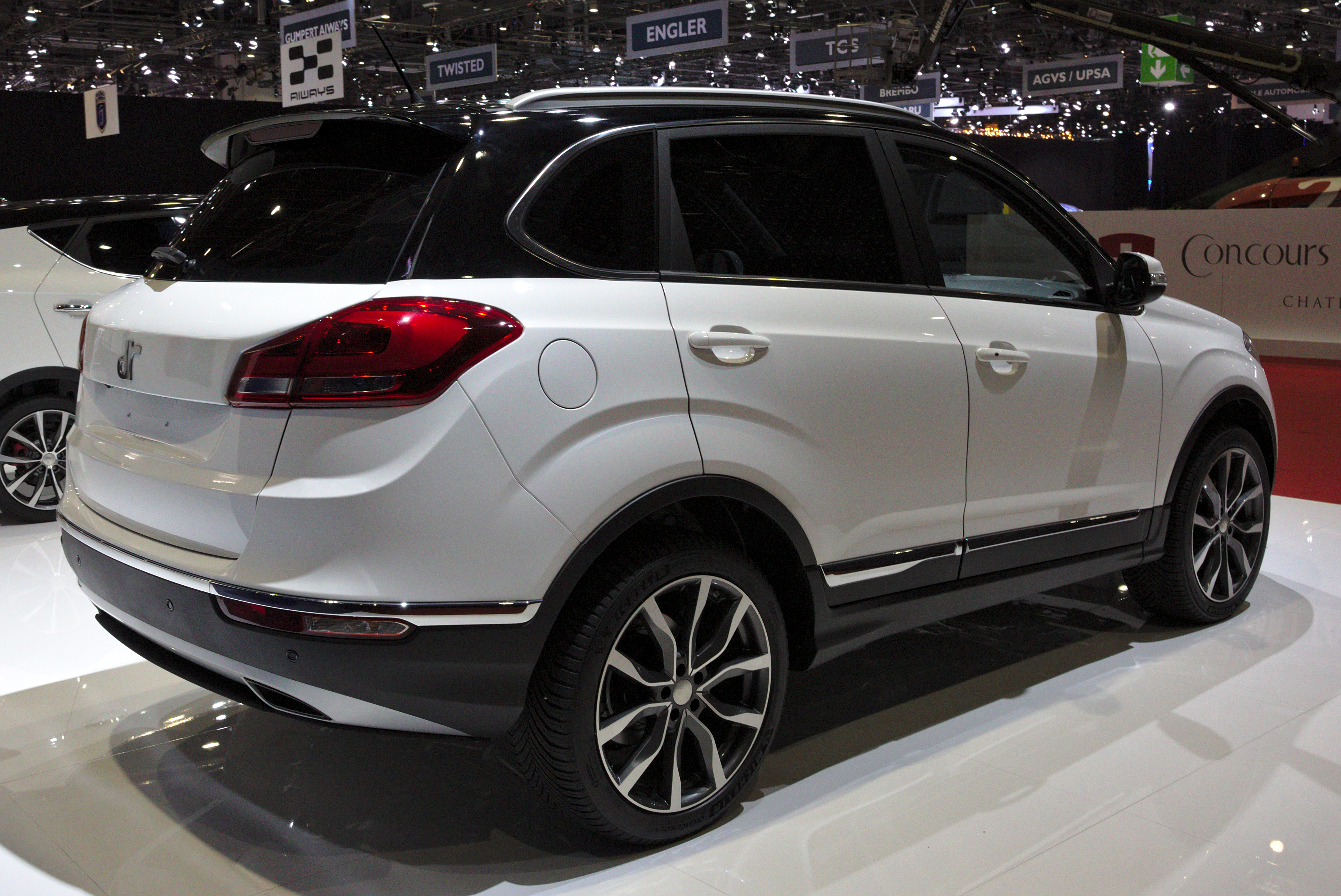
Heckansicht

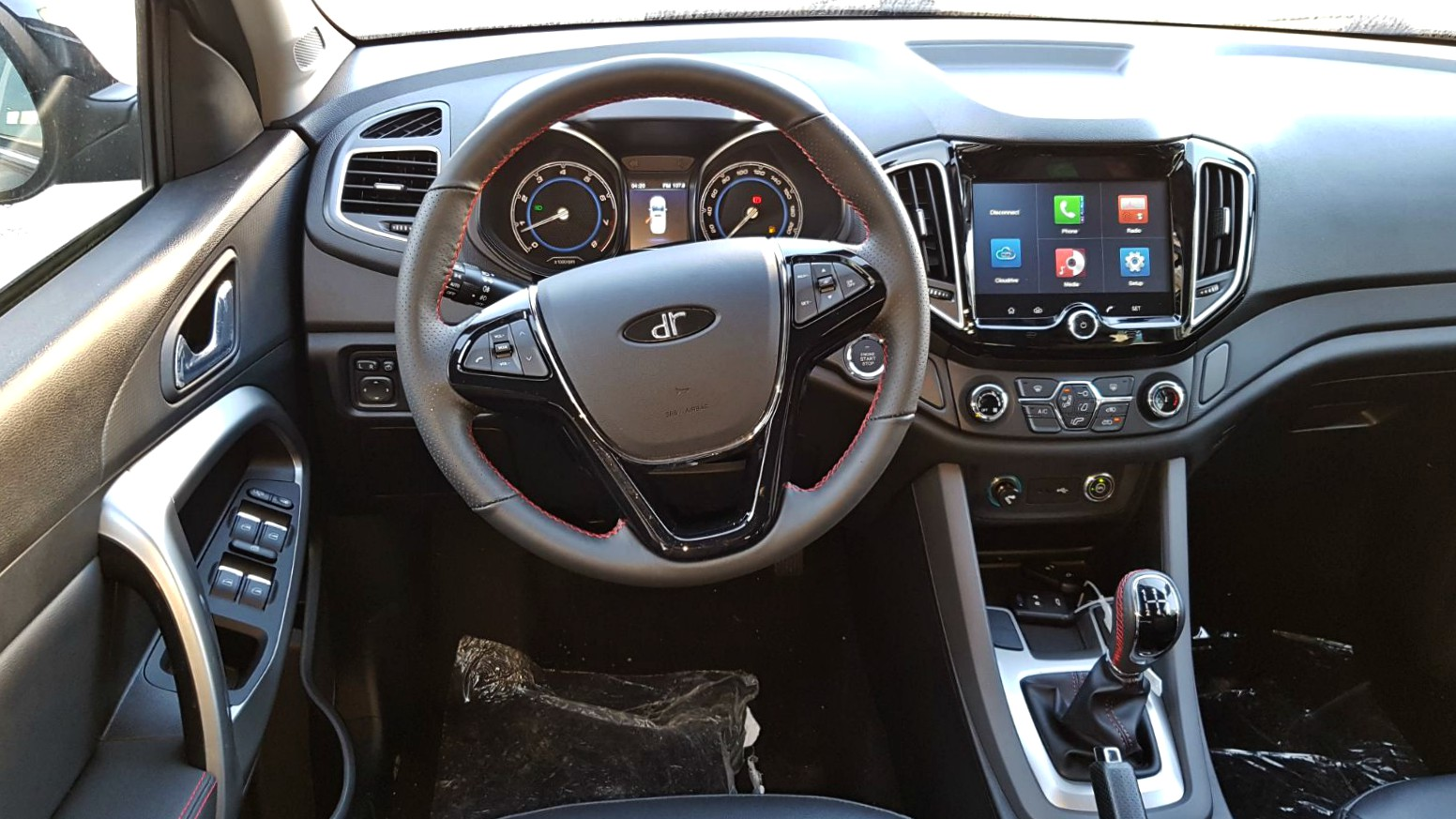
Innenansicht

Das Modell der ersten Generation ist nahezu baugleich mit dem chinesischen Chery Tiggo 5. Erstmals präsentiert wurde das Fahrzeug auf der Bologna Motor Show im Dezember 2016, verkauft wurde es ab September 2017 in Italien. Insgesamt wurden 2072 Fahrzeuge dieser Baureihe hergestellt – 126 davon als EVO.

### Technische Daten
Angetrieben wird der EVO 6 der ersten Generation von einem 110 kW (150 PS) starken 1,5-Liter-Ottomotor, der auch im Chery Tiggo 5 zum Einsatz kommt. Auf 100 km/h beschleunigt der Fünfsitzer in zehn Sekunden, die Höchstgeschwindigkeit gibt DR Automobiles mit 187 km/h an.
|                                             | EVO 6                  |
| Bauzeitraum                                 | 09/2017–10/2021        |
| Motorkenndaten                              |                        |
| Motortyp                                    | R4-Ottomotor           |
| Hubraum                                     | 1498 cm³               |
| max. Leistung bei min−1                     | 110 kW (150 PS) / 5500 |
| max. Drehmoment bei min−1                   | 214 Nm / 3600          |
| Kraftübertragung                            |                        |
| Antrieb, serienmäßig                        | Vorderradantrieb       |
| Antrieb, optional                           | —                      |
| Getriebe, serienmäßig                       | 5-Gang-Schaltgetriebe  |
| Getriebe, optional                          | —                      |
| Messwerte                                   |                        |
| Höchstgeschwindigkeit                       | 187 km/h               |
| Beschleunigung, 0–100 km/h                  | 10,0 s                 |
| Kraftstoffverbrauch auf 100 km (kombiniert) | 7,7 l Super            |
| CO2-Emissionen (kombiniert)                 | 179 g/km               |
| Tankinhalt                                  | 55 l                   |
| Abgasnorm                                   | Euro 6                 |

## 2. Generation (seit 2024)

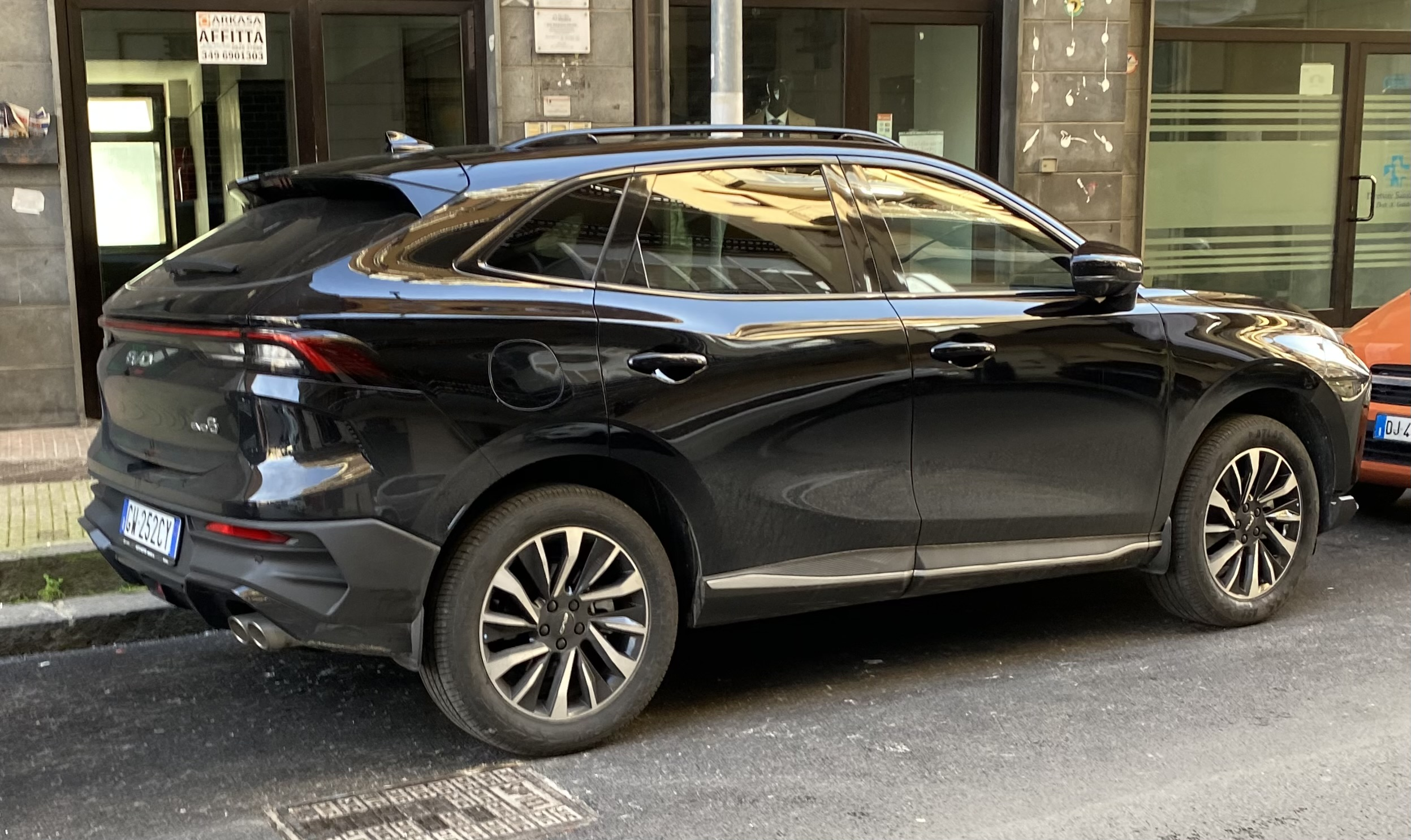
Heckansicht

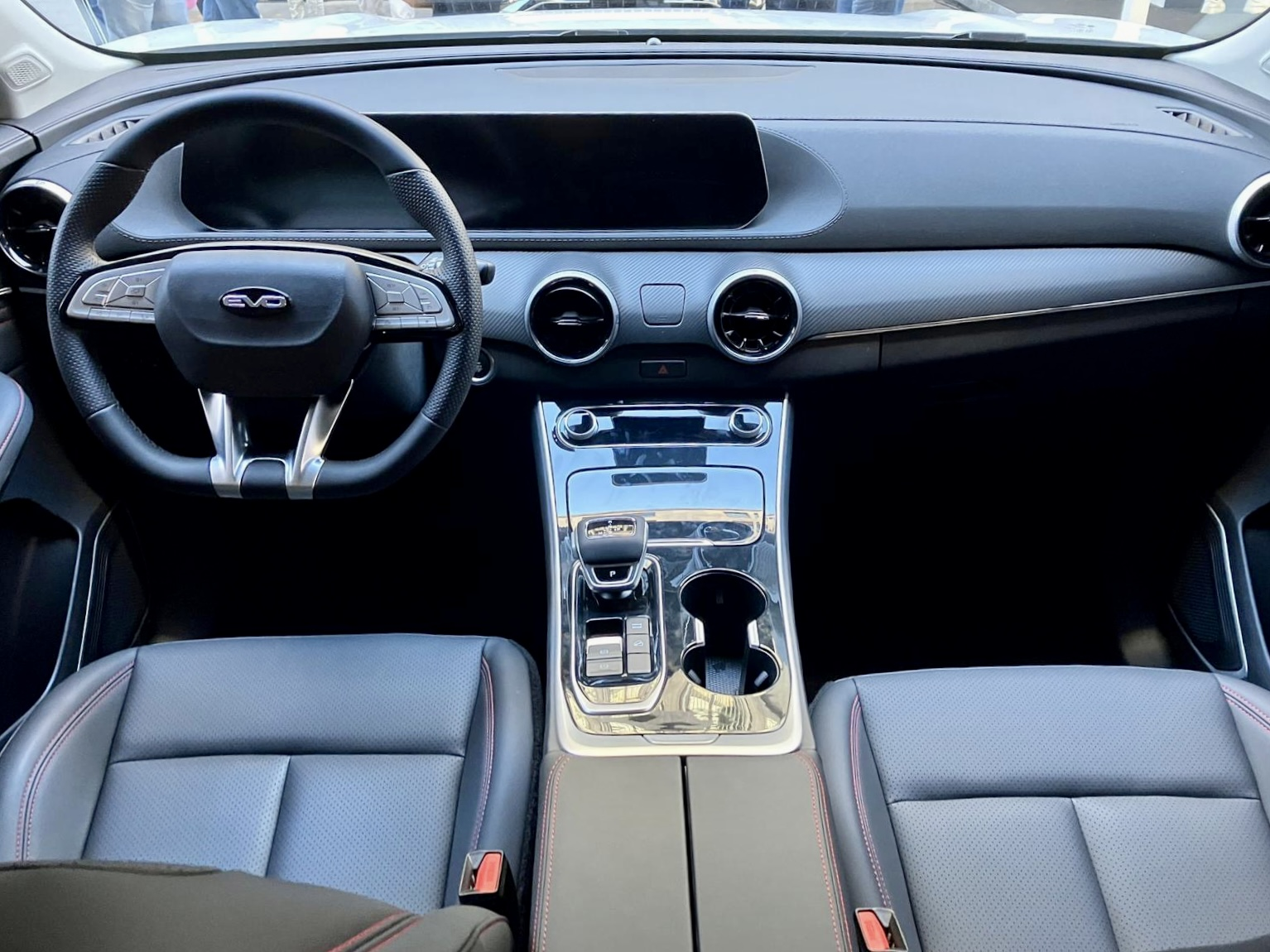
Innenansicht

Die zweite Generation des EVO 6 basiert auf dem chinesischen Dongfeng Fengxing Joyear T5 Evo. Sie wurde erstmals im September 2024 auf dem Turiner Autosalon vorgestellt.

### Technische Daten
Der zweite EVO 6 hat einen 1,5-Liter-Ottomotor mit 130 kW (176 PS). Er hat ein 7-Gang-Doppelkupplungsgetriebe und Vorderradantrieb. Es soll außerdem eine  Hybrid- sowie eine LPG-Version angeboten werden.
|                                             | EVO 6                    |
| Bauzeitraum                                 | seit 2024                |
| Motorkenndaten                              |                          |
| Motortyp                                    | R4-Ottomotor             |
| Hubraum                                     | 1482 cm³                 |
| max. Leistung bei min−1                     | 130 kW (176 PS) / 5600   |
| max. Drehmoment bei min−1                   | 260 Nm / 2500            |
| Kraftübertragung                            |                          |
| Antrieb, serienmäßig                        | Vorderradantrieb         |
| Antrieb, optional                           | —                        |
| Getriebe, serienmäßig                       | 7-Gang-Automatikgetriebe |
| Getriebe, optional                          | —                        |
| Messwerte                                   |                          |
| Höchstgeschwindigkeit                       | 180 km/h                 |
| Beschleunigung, 0–100 km/h                  | 10,0 s                   |
| Kraftstoffverbrauch auf 100 km (kombiniert) | 7,7 l Super              |
| CO2-Emissionen (kombiniert)                 | 175 g/km                 |
| Tankinhalt                                  | 55 l                     |
| Abgasnorm                                   | Euro 6                   |